# Carl Fredrik Johan von Feilitzen
Carl Fredrik Johan von Feilitzen, född 22 september 1802 i Slaka socken, död 7 november 1876 i Stockholm, var en svensk författare och journalist. Han var bror till August Gustaf Reinhold och Otto von Feilitzen.

## Biografi
Sexton år gammal gick von Feilitzen i tjänst vid Andra livgrenadjärregementet, där han uppnått löjtnantsgraden då han tog avsked 1830. År 1843 flyttade han till Stockholm, där han snart liksom i hemtrakten snart togs i anspråk för en rad allmänna förtroendeuppdrag. Som en varm vän av konst och litteratur, bidrog han till upprättandet av Artisternas och litteratörernas pensionsförening 1847, och var föreningens skattmästare fram till 1861. Som journalist medverkade han under signaturen Carl eller C. v. F. i flera tidningar. von Feilitzen lät även trycka en del av sina alster i broschyrform. Han var riddare av Vasaorden.
von Feilitzen var från 1829 till sin död gift med Sophie Lehnberg (1805–1877), dotter till biskop Magnus Lehnberg. Makarna von Feilitzen är begravda på Solna kyrkogård.